# U-Bahnhof Gostenhof
Der U-Bahnhof Gostenhof (Abkürzung: GO) ist der 16. U-Bahnhof der Nürnberger U-Bahn und wurde am 20. September 1980 eröffnet. Er ist 492 m vom U-Bahnhof Bärenschanze und 628 m vom U-Bahnhof Plärrer entfernt. An den Bahnhof schließt sich Richtung Fürth eine Abstell- und Kehranlage bis zum Bahnhof Bärenschanze und in Richtung Langwasser ein x-förmiger doppelter Gleiswechsel an. Der U-Bahnhof wurde nach dem im Jahre 1825 eingemeindeten Nürnberger Stadtteil Gostenhof benannt, in dem er zum größten Teil liegt. Täglich wird er von rund 14.700 Fahrgästen genutzt (Mo–Fr, 2019).

## Lage

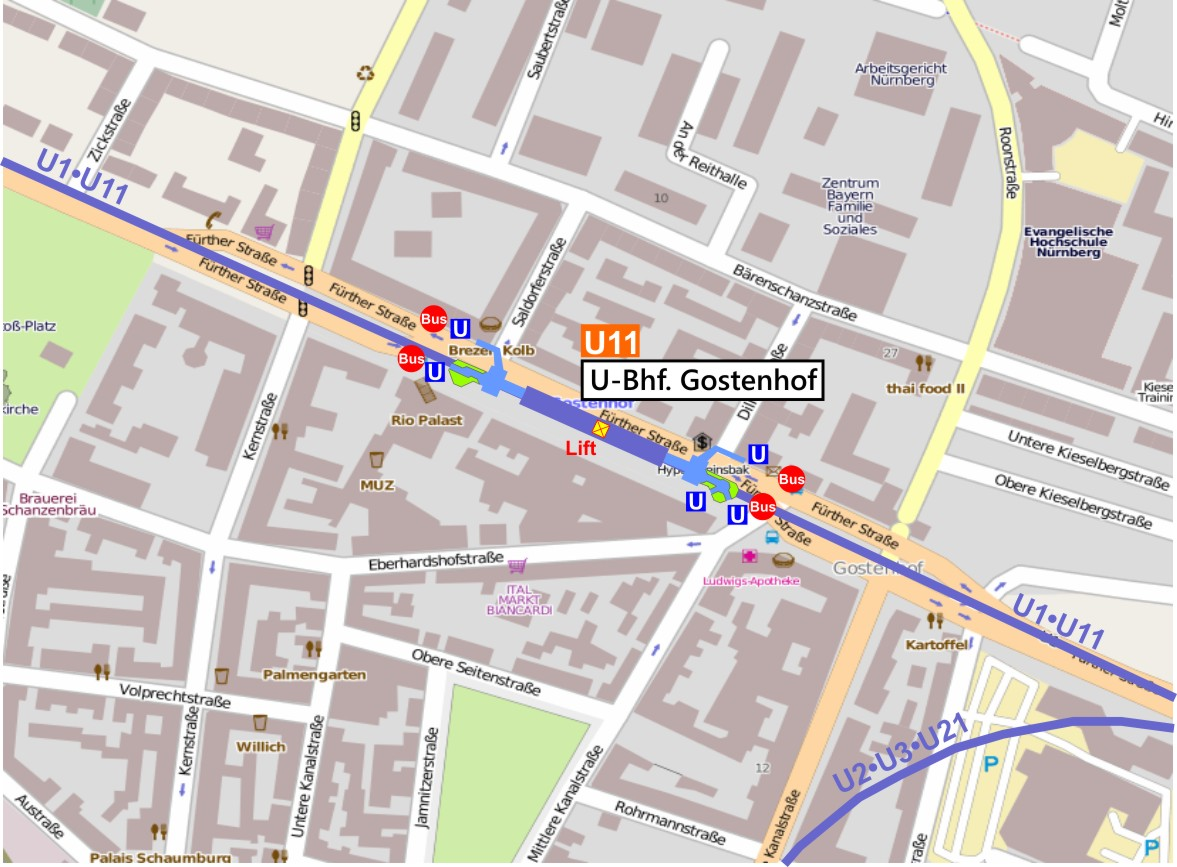
Lageplan U-Bahnhof Gostenhof

Der Bahnhof liegt in den Nürnbergern Stadtteilen Gostenhof und Himpfelshof. Er erstreckt sich unterirdisch in Ost-West-Richtung unter der Fürther Straße zwischen Dilherr- und Saldorferstraße. Von den beiden Bahnsteigköpfen führen Ausgänge in ein Verteilergeschoss und von dort aus auf die Süd- und Nordseite der Fürther Straße. Zusätzlich gibt es einen Aufzug von der Bahnsteigebene zur Fußgängerzone auf der Südseite der Fürther Straße.
In der Umgebung des Bahnhofs befindet sich ein Verwaltungsgebäude der DATEV und die Evangelische Hochschule Nürnberg.

## Bauwerk und Architektur
Das Bahnhofsbauwerk ist 168 m lang, 17 m breit und 7 m tief (eineinhalbfache Tiefenlage). Die Bauarbeiten für den Bahnhof begannen am 12. Januar 1978 und wurden in offener Bauweise mit Berliner Verbau ausgeführt. Die beiden nördlichen Zugänge an der Saldorfer- und Dilherrstr. konnten erst im Jahre 1981, nach Abbau der Straßenbahngleise errichtet werden.
Die Kennfarbe des Bahnhofs ist Gelb. Die mit Keramikfliesen gekachelten Bahnsteigwände sind von der Schienenoberkante bis zur Bahnsteigkante weiß und danach in gelb mit Unterbrechung durch das weiße Band mit dem in schwarzer Schrift gehaltenen Bahnhofsnamen. In die Bahnhofsdecke wurden 18 Lichtkuppeln eingebaut, um den Bahnhof und das Verteilergeschoss mit Tageslicht zu versorgen.

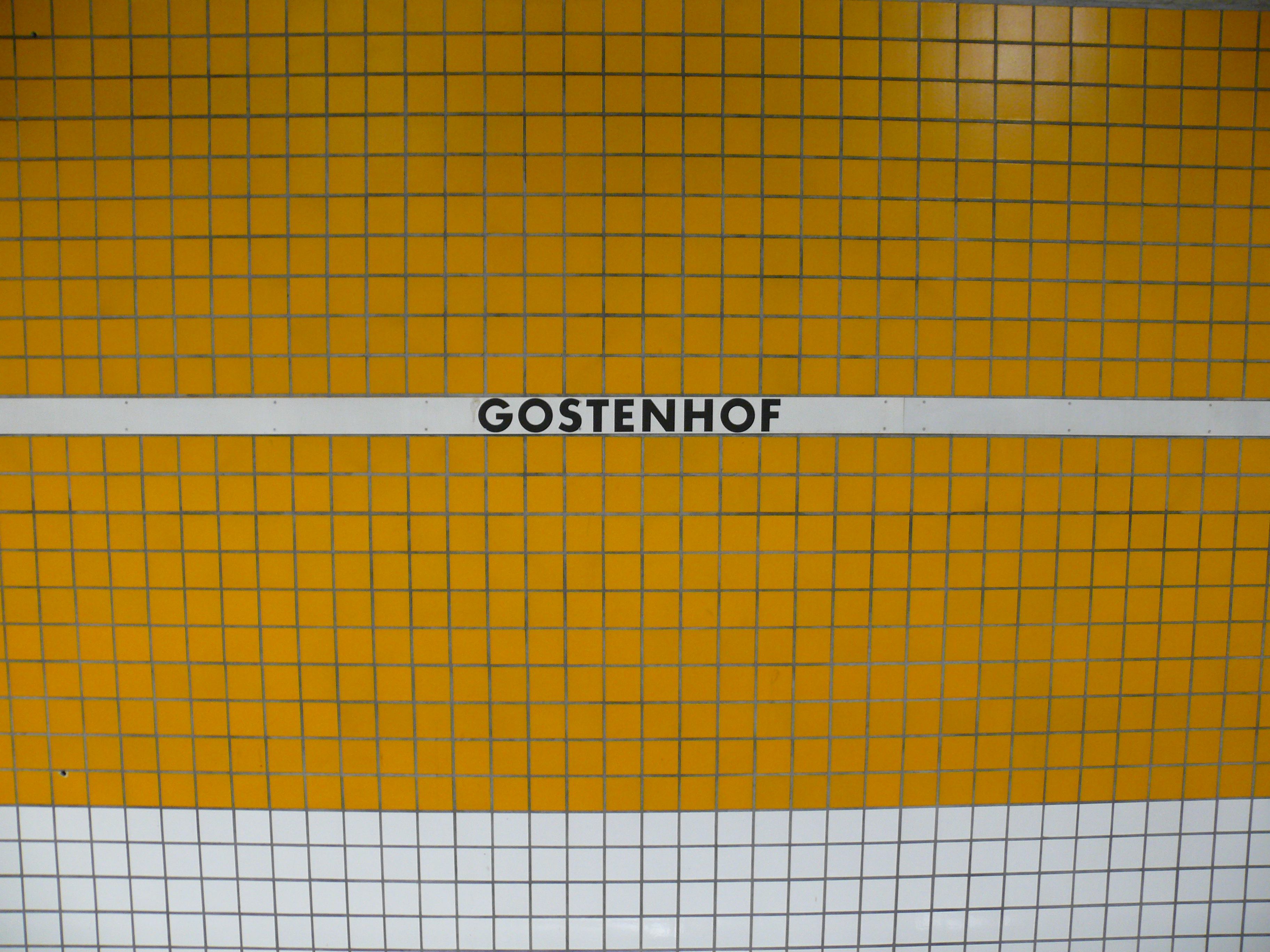
Stationsname an den Bahnsteigwänden
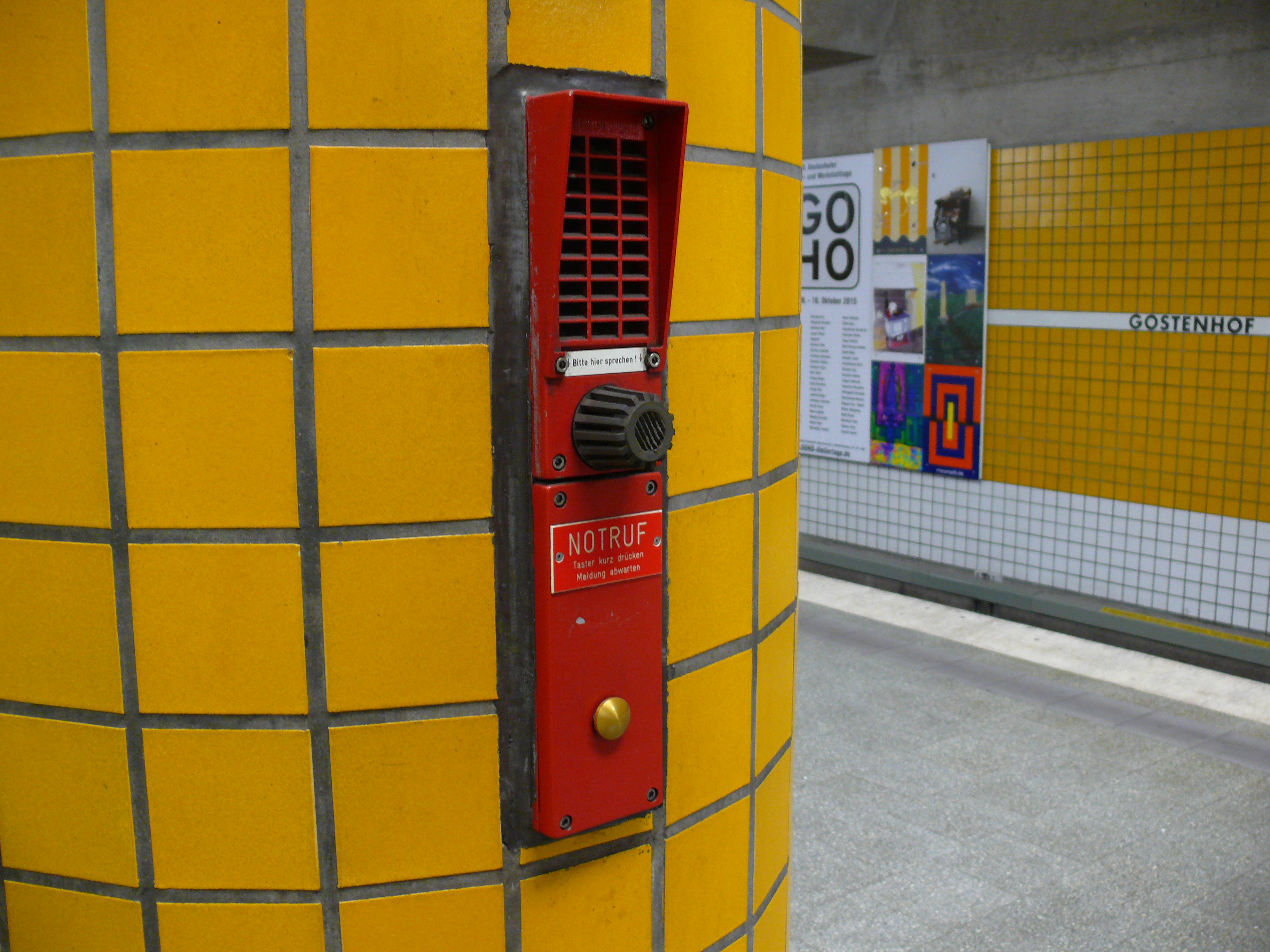
Notrufsäule
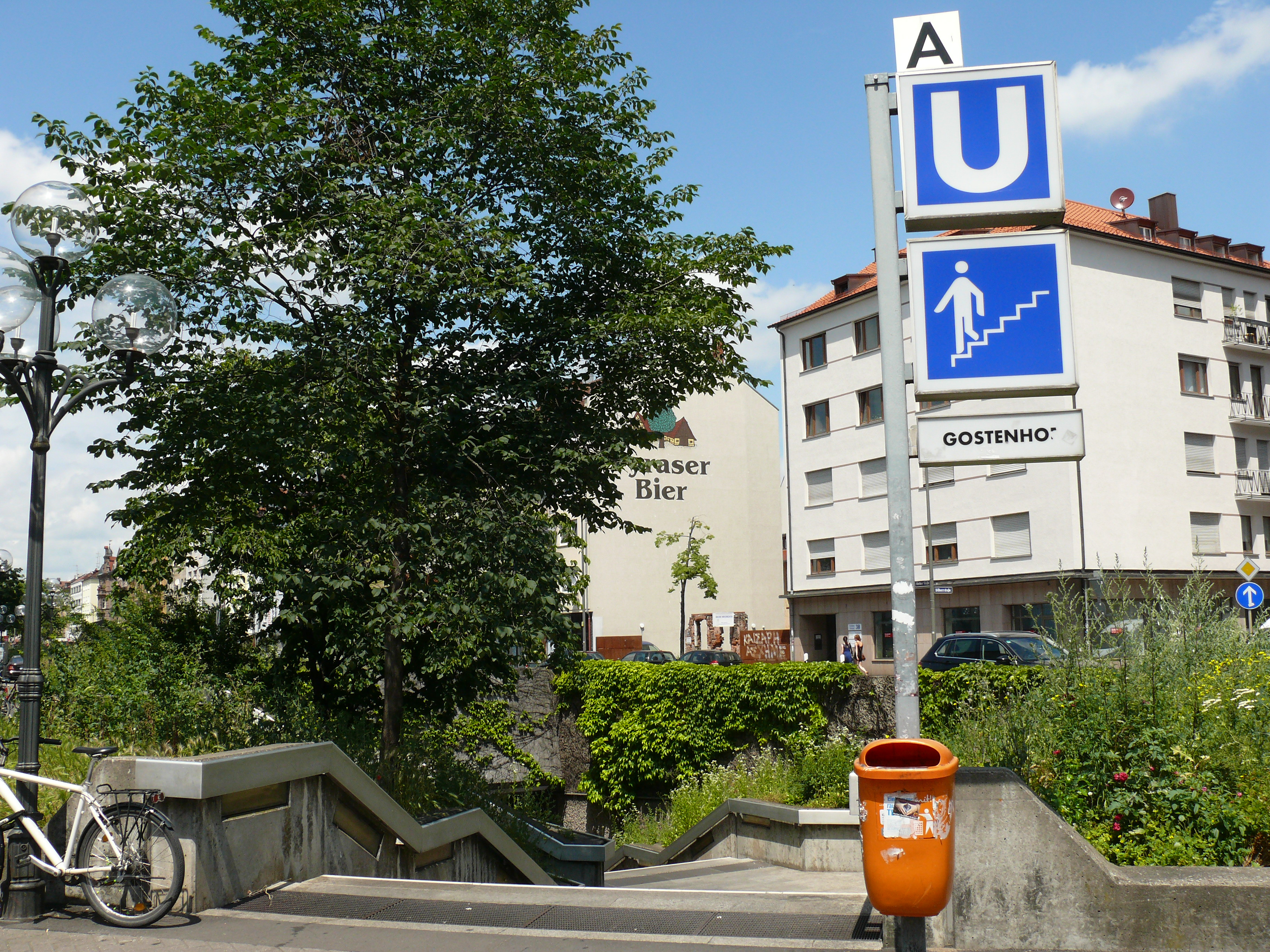
Westlicher Zugang
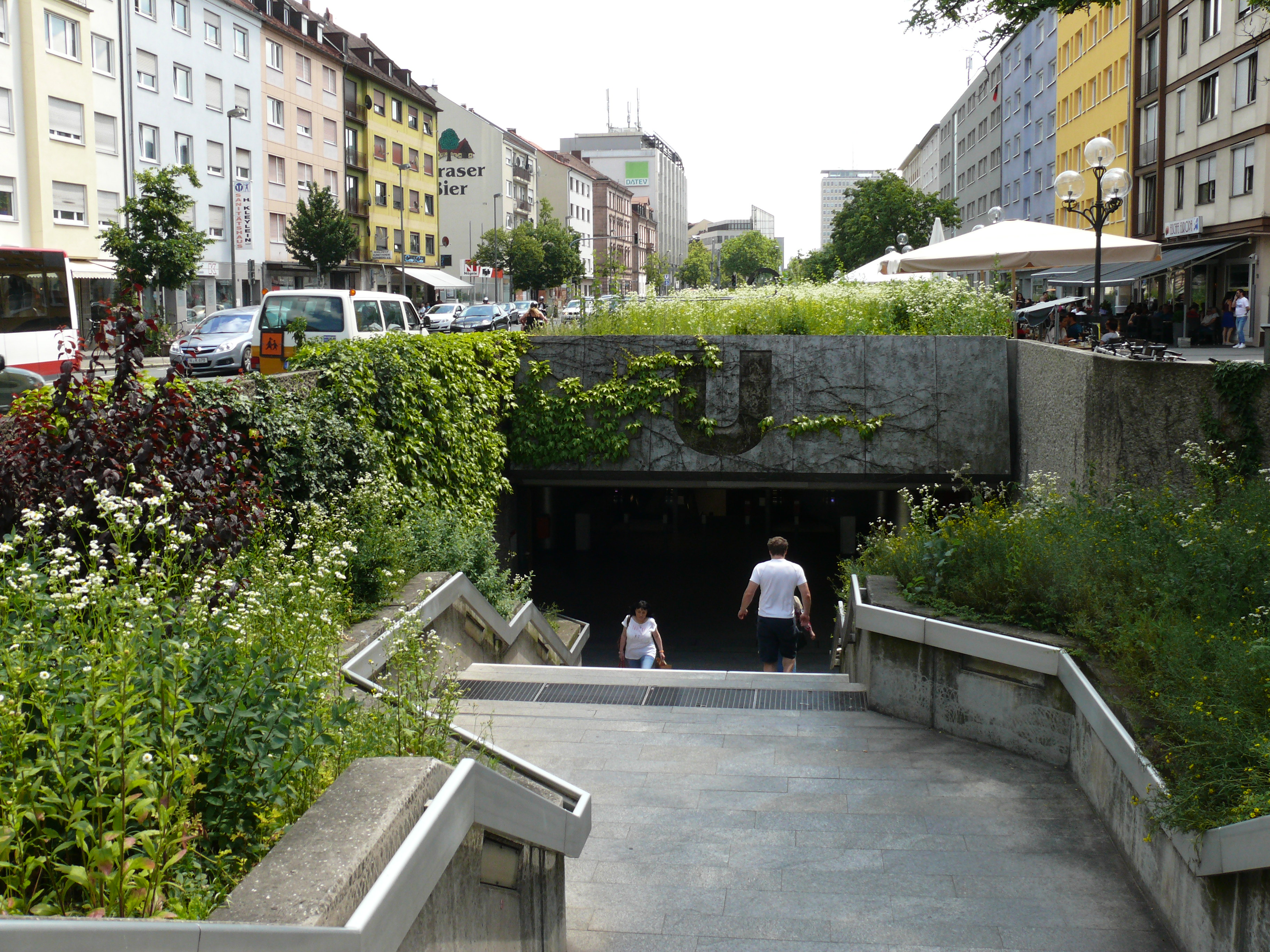
Östlicher Zugang
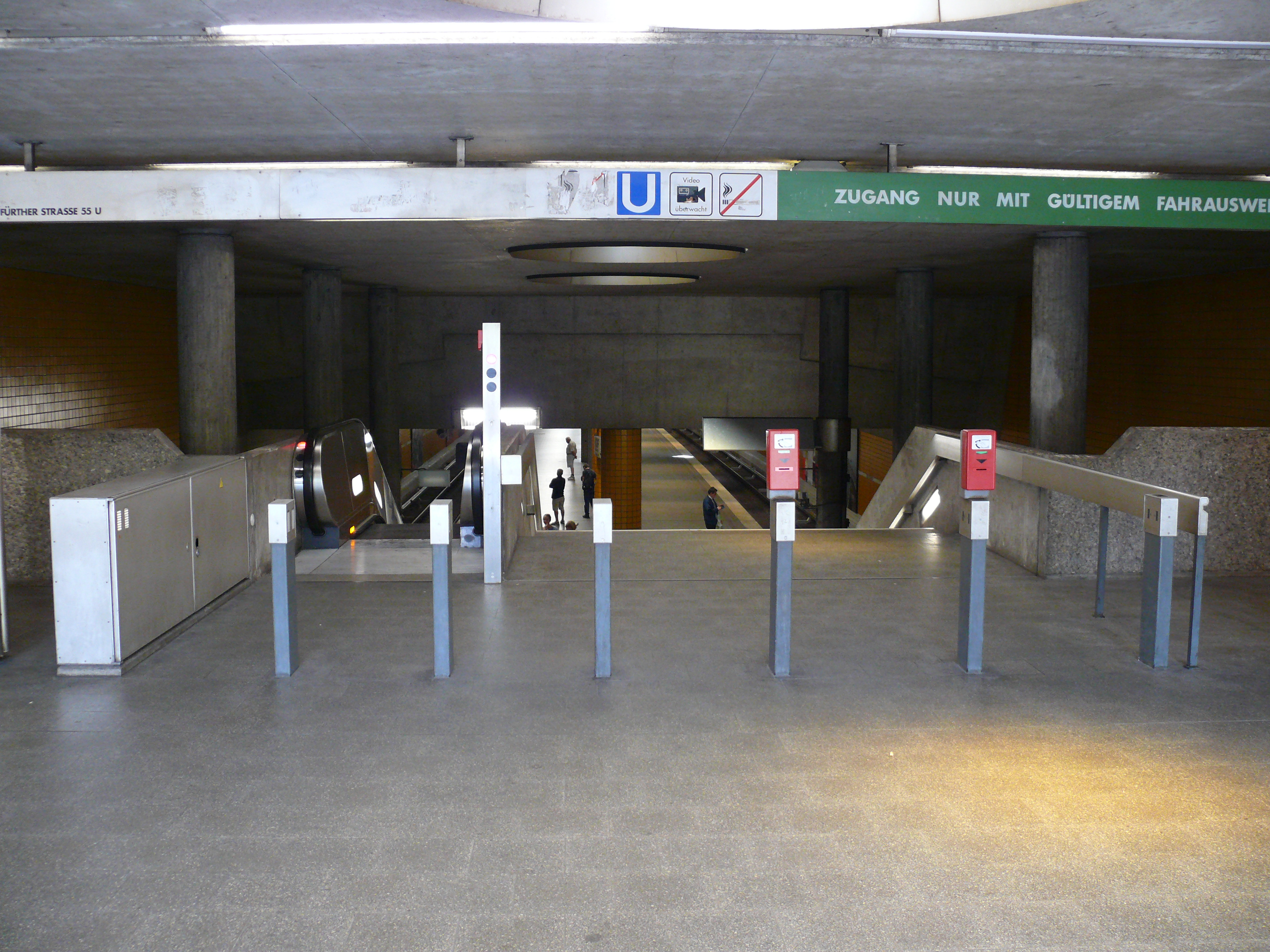
Verteilergeschoss
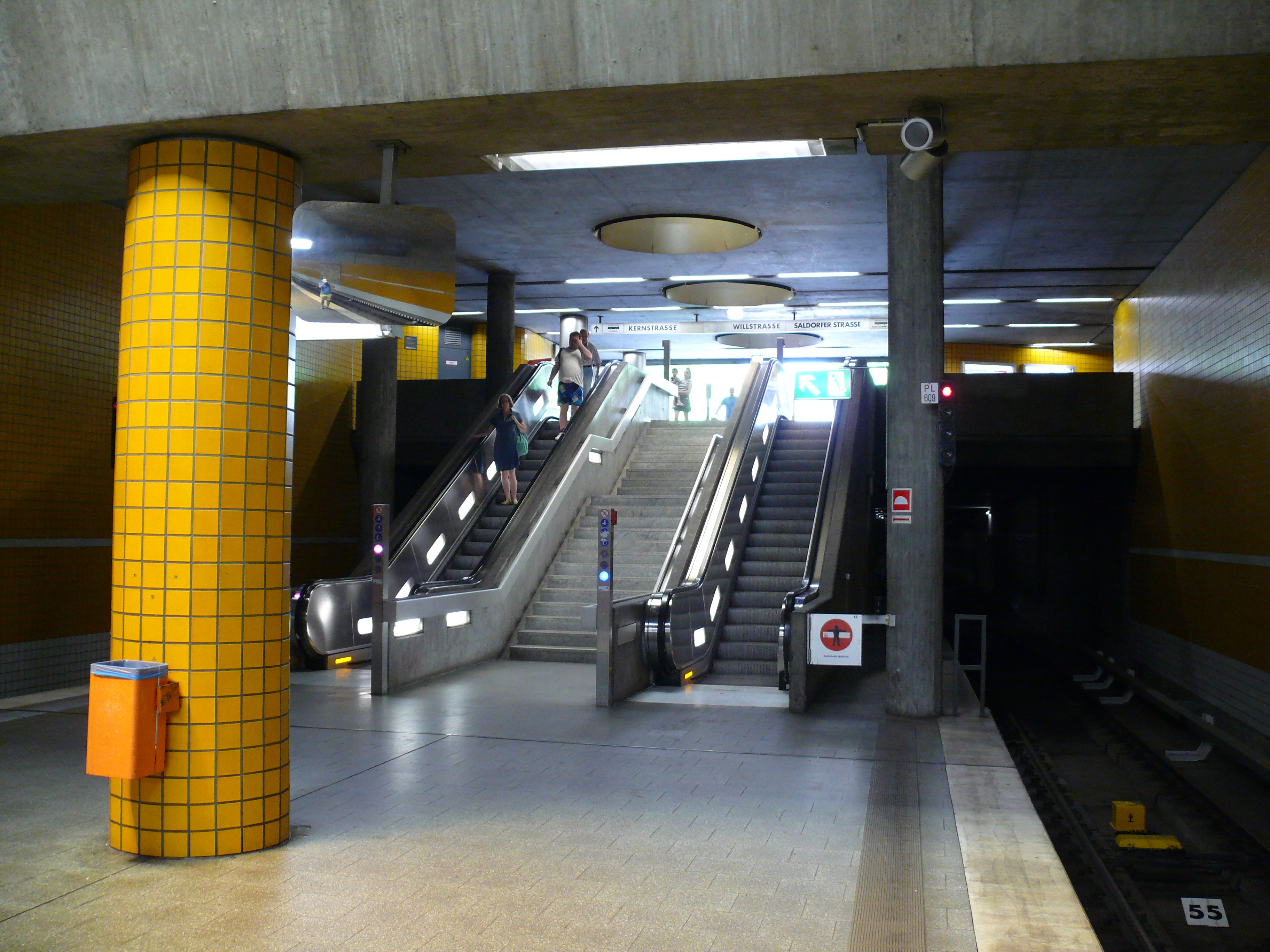
Aufgang von der Bahnsteigebene zum Verteilergeschoss

## Linien
| Linie | Verlauf | Takt |
| ----- | --- | --- |
| U1    | Langwasser Süd – Gemeinschaftshaus – Langwasser Mitte – Scharfreiterring – Langwasser Nord – Messe – Bauernfeindstraße – Hasenbuck – Frankenstraße – Maffeiplatz – Aufseßplatz – Hauptbahnhof – Lorenzkirche – Weißer Turm – Plärrer – Gostenhof – Bärenschanze – Maximilianstraße – Eberhardshof – Muggenhof – Stadtgrenze – Jakobinenstraße – Fürth Hauptbahnhof – Rathaus – Stadthalle – Klinikum – Hardhöhe Stand: Fahrplanwechsel Dezember 2023 | 5–7 min (montags–freitags) 3–4 min (Langwasser–Eberhardshof an Schultagen) 6–7 min (samstags) 10 min (sonn-/feiertags) |

Der Bahnhof wird von der U-Bahn-Linie U1 bedient. An den Bahnhofsenden befinden sich mit Gostenhof Ost und Gostenhof West zwei Haltestellen der Stadtbuslinie 34. An den Wochenenden und vor Feiertagen verkehren auch die Nachtbuslinien N9 und N14.

## Trivia
Von der Eröffnung des U-Bahnhofes Gostenhof am 20. September 1980 bis zur Verlängerung der U-Bahn nach Eberhardshof am 20. Juni 1981 fuhr die Straßenbahn noch parallel zur U-Bahn bis zum Plärrer. Die Straßenbahnhaltestelle am U-Bahnhof Gostenhof behielt jedoch ihren bisherigen Namen Willstraße bei und wurde nicht in Gostenhof umbenannt.